# دزدان دریایی علیه نینجاها
دزدان دریایی علیه نینجاها یک میم اینترنتی گیمرها مربوط به درگیری فرضی بین کلیشه‌های دزدان دریایی و نینجاهای ژاپنی است که عموماً شامل «مناظره»‌هایی در مورد برندهٔ این درگیری می‌شود و سابقه‌ای طولانی در اینترنت دارد.